# Piona mitchelli
Piona mitchelli är en kvalsterart som beskrevs av Cook 1960. Piona mitchelli ingår i släktet Piona och familjen Pionidae. Inga underarter finns listade i Catalogue of Life.